# Encefalokela
Encefalokele je protruzij moždanog tkiva i ovojnica kroz otvor na lobanji u vidu džaka. Nastaje kao posledica nepotpunog zatvaranja neuralne cevi, izazvane poremećajajem u embrionalnom razvoju neuralne cevi. Ova anomalija može estetskii izgledati veoma dramatično.

## Epidemiologija
Encefalokela se javlja veoma retko, na svakih 5.000 novorodjenčadi i varira u svojoj težini, od malih, jedva primetnih, do velikih koje mogu biti veće i od same lobanje deteta. 
Etnički i geografski faktori ukazuju na značaj, u smislu lokalizacije nastanka encefalokela. Pa se tako u Evropi i Severnoj Americi one javljaju na zadnjem delu lobanje, a u Aziji i Africi više javljaju sa prednje strane lobanje. 
Starost majke, bolesti majke (šećerna bolest), konzumiranje alkohola, droga i neki lekovi i toksini (izloženost arseniku i nekim bojama tokom trudnoće) su značajni u nastanku encefalokela.

## Etiologija
Poreklo encefalokela nije u potpunosti poznato. Poremećaji u embrionalnom razvoju mogu dovesti do anomalija na nervnoj cevi.  a obično se javljaju izmedju 17. i 30. nedelje embrionalnog razvoja. 
Genetika
Nije pronađen ni jedan gen odgovoran za nastanak encefalokela, iako najverovatnije za ovu bolest postoji nasledna predispozicija. Na to ukazuje činjenica da žena koje su već rađale decu sa encefalokelom imaju veću šansu za ponovno rađanje dece sa encefalokelom.
Vrste
Encefalokele se prema lokalizaciji mogu podeliti na:
- nazofrontalne (nalaze se izmedju nosa i čela),
- nazoetmoidalne i
- nazoorbitalne (izmedju nosa i očiju)

Najčešća lokalizacija encefalokele je u potiljačnom region (okcipitalne enceflokele)  u oko 80% slučajeva. Ukoliko kilna masa sadrži samo likvor i moždane ovojnice, onda se to stanje naziva meningokela.

## Klinička slika
Simptomi i znaci encefalokele mogu biti različiti i mnogobrojni i zavise od veličine, lokalizacije i vrste tkiva koje se nalazi unutar encefalokele. Encefalokele se mogu javiti zajedno sa nekim drugim anomalijama, poput Dandy - Walker, Klipel - Feil, Meckel sindroma. Bolest je često udružena i sa hidrocefalusom, i drugim malformacijama lobanje i mozga —  mikrocefalije (mala glava), spastička kvadriplegija (ukočena paraliza svih udova), ataksija (nekoordinisani pokreti ekstremiteta), mentalna retardacija, usporen rast i razvoj, problemi sa vidom i epileptiformni napadi.

## Dijagnoza
Obično se dijagnoza encefalokele postavlja neposredno na rođenju, mada postoje slučajevi malih i skrivenih encefalokela (unutar nosne šupljine, ili sinusa), koji se slučajno tkrivaju što otežava dijagnozu.
Prenatlan dijagnoza
Prenatalna ultrasonografija (ultrazvuk tokom trudnoće) može pokazati encefalokelu već u toku 13.nedelje trudnoće. Takodje, fetalna magnetna rezonanca se sprovodi kod sumnje na postojanje encefalokele i daje detaljnije podatke od ultrazvuka.
Postnatalna
Nakon rodjenja, u dijagnostici encefalokele, pored magnetne rezonance dolazi u obzir i skener (kompjuterizovana tomografija) koji se ne koristi tokom trudnoće zbog zaštite od zračenja.
Običan redgenski snimak lobanje, nakon rođenja, obično ne daje detaljnije informacije o sadržaju encefalokele, ali može dati informacije o koštanim defektima lobanje.
Nuklearna ispitivanja komorskog sistema mozga, i angiografija mogu se takođe koristiti da bi se videla eventualna komunikacija sa ostalim strukturama.

## Terapija
Cilj lečenja, je neurohirurško uklanjanje encefalokele, sa ciljem da se:
- zatvari defekt na lobanji i time spreči infekcija moždanog tkiva,
- uklanjanje nefunkcionalnog moždanog tkiva i ovojnica,
- potpuna kraniofacijalna rekonstrukcija,

Najbolji period za neurohirurškolečenje je u doba odojčeta. A sama procedura operativnog lečenja zavisi od veličine i lokalizacije promene. 
Moguće je i operativno lečenje velikih protruzija bez daljnih oštećenja funkcija centralnog nervnog sistema.
- Faze u rekonstruktivnoj hirurgiju čeone encefalokele (kod sitog deteta)
- 1.
- 2.
- 3.
- 4.
- 5.
- 6.

## Prognoza
Oporavak nakon lečenja je teško predvideti i ukoliko je moždano tkivo u masi nefunckionalno i ne postoje neurološki deficiti nakon operacije, može se postići i normalan rast i razvoj deteta. Uopšteno, što je veća masa moždanog tkiva u masi koja protrudira, to je prognoza lošija. 

## Prevencija
Dokazana je veza izmedju uzimanja folne kiseline tokom trudnoće i smanjivanja mogućnosti za nastanak encefalokela. Preporučena dnevna doza je oko 400 mikrograma folne kiseline radi prevencije njihovog nastanka.

## Literatura
Kumagai K. [Kongenitalne anomalije centralnog nervnog sistema - sa pedijatrijskog stanovišta]. Ne Hattacu . 1991. Mar. 23 (2): 177-82.  
Bell WO, Nelson LH, blok SM. Prenatalna dijagnostika i pedijatrijska neurohirurgija. Pediatr Neurosurg . 1996. 24 (3): 134-7; 138. 
Boyd PA, Wellesley DG, De Walle HE. Procena prenatalne dijagnostike defekata neuralne cevi fetalnim ultrazvučnim pregledom u različitim centrima širom Evrope. J Med Screen . 2000. 7 (4): 169-74. 
Budorick NE, Pretorius DH, McGahan JP. Detekcija cefalokela u utero: sonografske i kliničke karakteristike. Ultrazvuk Obstet Gynecol . 1995. 5 (2): 77-85.  
Goldstein RB, LaPidus AS, Filly RA. Fetalni cefaloceli: dijagnoza sa US. Radiologija . 1991. (180) (3): 803-8. 
Jeanty P, Shah D, Zaleski W, et al. Prenatalna dijagnoza fetalnog cefalocela: sonografski spektar. Am J Perinatol . 1991. Mar. 8 (2): 144-9.  
Mernagh JR, Mohide PT, Lappalainen RE. Američka procjena fetalne glave i vrata: vrhunski slikovni pregled. Radiografija . 1999 Oct. 19 Spec No: S229-41.  
van Zalen-Sprock RM, van Vugt JM, van Geijn HP. Sonografska detekcija neurorazvojnih poremećaja prvog trimestra u nekim poremećajima sa jednim genom. Prenat Diagn . 1996. Mar. 16 (3): 199-202.  
Wininger SJ, Donnenfeld AE. Sindromi identifikovani u fetusima s prenatalno dijagnosticiranim cefalocelima. Prenat Diagn . 1994. Sep 14 (9): 839-43.  
Stoll C, Alembik Y, Dott B. Povezane malformacije u slučajevima defekata neuralne cijevi. Genet Couns . 2007. 18 (2): 209-15. 
Chen CP, Chern SR, Wang W. Brzo određivanje zigotnosti i čestih aneuploidija iz stanica amnionske tečnosti pomoću kvantitativne lančane reakcije fluorescentne polimeraze nakon genetske amniocenteze kod višestrukih trudnoća. Hum Reprod . 15. april (4): 929-34.  
Levine D, Barnes PD. Kortikalno sazrevanje u normalnim i abnormalnim fetusima kao što je procijenjeno prenatalnim MR snimanjem. Radiologija . 1999, 3. mar. (3): 751-8.  
Oi S, Matsumoto S, Katayama K, et al. [Nova klinička faza u intrauterini dijagnostici i terapijski modaliteti anomalija CNS-a]. Ne Shinkei Geka . 17. novembar (11): 1029-35.  .
Köhrmann M, Schellinger PD, Wetter A, et al. Nosni meningoencefalocela, neobičan uzrok recidiva meningitisa. Prikaz slučaja i pregled literature. J Neurol . 2007, februar 254 (2): 259-60.  
Asil K, Gunduz Y, Yaldiz C, Aksoy YE. Intraorbitalna encefalocela sa egzophtalmosom i orbitalnom distopijom: rezultati CT i MRI. J Korean Neurosurg Soc . 2015 Jan. 57 (1): 58-60.  
Ahmed A, Noureldin R, Gendy M, Sakr S, Abdel Naby M. Antenatalni sonografski izgled velike orbitalne encefalokele: prikaz slučaja i diferencijalna dijagnoza orbitalne cistične mase. J Clin Ultrazvuk . 2013 Jun. 41 (5): 327-31.  
Haafiz AB, Sharma R, Faillace WJ. Urođena srednja masa nasofronta. Dva slučaja sa kliničkim pregledom. Clin Pediatr (Phila) . 1995. (34): 482-6. 
Mangels KJ, Tulipan N, Tsao LY, et al. Magnetna magnetna rezonancija fetusa u procjeni intrauterine mijelomeningokele. Pediatr Neurosurg . 2000 (32) (3): 124-31.  
Morioka T, Hashiguchi K, Samura K, Yoshida F, Miyagi Y, Yoshiura T, et al. Detaljna anatomija intrakranijalnih venskih anomalija povezanih sa atretičnim parijetalnim cefalocelama otkrivenim 3D-CISS-om visoke rezolucije i obrnutim MR slikama visokog polja T2. Childs Nerv Syst . 2009, mar. 25 (3): 309-15.  
Brunelle F, Baraton J, Renier D. Intrakranijalne venske anomalije povezane s atretičnim cefalocelama. Pediatr Radiol . 2000 Nov 30 (11): 743-7.  
Martinez-Lage JF, Garcia Santos JM, Poza M, et al. Neurokirurško liječenje Walker-Warburg sindroma. Childs Nerv Syst . 1995. 11 (3): 145-53.  
Shahabi S, Busine A. Prenatalna dijagnostika ciste epidermalne vlasi simulira encefalokela. Prenat Diagn . 1998. 18. april (4): 373-7.

## Spoljašnje veze
|  | Molimo Vas, obratite pažnju na važno upozorenje u vezi sa temama iz oblasti medicine (zdravlja). |